# Ейр (півострів)
Ейр (англ. Eyre Peninsula) — півострів у Південній Австралії.
Півострів названий на честь дослідника Едварда Джона Ейра, який досліджував цю частину Австралії в 1839—1841 роках. Першим берегову лінію півострова закартував англійський дослідник і картограф Метью Фліндерс в 1801—1802 роках. Французький дослідник Ніколя Боден приблизно в той же час також досліджував півострів.

## Фізико-географічні умови
Півострів має трикутну форму, зі сходу омивається водами затоки Спенсер, із заходу — водами Великої Австралійської затоки, на півночі межує з горами Голер (висота до 496 м). У рельєфі переважають рівнини і низовини (висоти до 200 м). Рослинне покриття формують зарості вересу і чагарникових евкаліптів.
Клімат півострова субтропічний континентальний. Кліматичні умови змінюються від посушливих на заході до відносно прохолодних на півдні. В теплу пору року (від жовтня до квітня) максимальні температури на узбережжі становлять 25-29° С, у внутрішніх районах сягають 34° С, опадів випадає дуже мало або зовсім немає. У цей час на півострові часто бувають лісові пожежі. У холодну пору року (травень-вересень) температури зазвичай становлять 15-18° С.
На півострові розташовані Національний парк Лінкольн, Національний парк Коффін-Бей, Національний парк Голер-Рейнджиз, декілька заповідників.
З заходу на схід півострів перетинає автомагістраль Ейр, яка починається в Західній Австралії від містечка Норсмен, проходить через плато Налларбор і закінчується в Порт-Огасту. Вздовж західного узбережжя півострова Ейр від Седьюна до містечка Порт-Лінкольн прокладено хайвей Фліндерс.

## Населення
Півострів здавна населяли корінні жителі — австралійські аборигени. Їхні поселення були не лише на узбережжі, а й у внутрішніх районах півострова. Поява європейців спричинила різке скорочення кількості корінного населення, яке частково винищили з допомогою вогнестрільної зброї, а також внаслідок завезених хвороб. Відбулася кардинальна зміна природного середовища проживання аборигенів: на півострові почали розвиватися фермерські господарства, виникли міські поселення, дороги, порти. На 30 червня 2010 року на півострові проживало 58 700 осіб, що становить 3,6 % населення Південної Австралії. З них 2 500 чоловік, або 4,4 % населення регіону, це корінні жителі Австралії.
Основні населені пункти півострова Ейр: Порт-Лінкольн (на півдні), Порт-Огаста і Уаялла (на північному сході), Седьюна (на північному заході).

## Господарство
Півострів є великим сільськогосподарським районом Австралії. На півночі, де більш посушливі умови, вирощують зернові культури, розводять овець і велику рогату худобу. На півдні розвинуте виноградарство і молочне тваринництво.
Прибережні міста є риболовними центрами, насамперед Порт-Лінкольн.
Наявні родовища корисних копалин: нефрит, залізна руда. Місця видобутку залізної руди: Айрон-Ноб, Айрон-Монарк.